# Saint-Cyr-Montmalin
Pour les articles homonymes, voir Saint-Cyr.
Saint-Cyr-Montmalin est une commune française située dans le département du Jura, dans la région culturelle et historique de Franche-Comté et la région administrative Bourgogne-Franche-Comté.

## Géographie
La commune est longée, à l'est, par le Saron (affluent du ruisseau de la Biche), et, à l'ouest, par le ruisseau de Clairvent.

### Climat
Pour des articles plus généraux, voir Climat de la Bourgogne-Franche-Comté et Climat du département du Jura.
En 2010, le climat de la commune est de type climat de montagne, selon une étude du Centre national de la recherche scientifique s'appuyant sur une série de données couvrant la période 1971-2000. En 2020, Météo-France publie une typologie des climats de la France métropolitaine dans laquelle la commune est exposée à un climat semi-continental et est dans la région climatique  Jura, caractérisée par une forte pluviométrie en toutes saisons (1 000 à 1 500 mm/an), des hivers rigoureux et un ensoleillement médiocre. 
Pour la période 1971-2000, la température annuelle moyenne est de 10,6 °C, avec une amplitude thermique annuelle de 17,2 °C. Le cumul annuel moyen de précipitations est de 1 215 mm, avec 13,2 jours de précipitations en janvier et 9,4 jours en juillet. Pour la période 1991-2020, la température moyenne annuelle observée sur la station météorologique de Météo-France la plus proche, « Arc-et-Senans », sur la commune d'Arc-et-Senans à 10 km à vol d'oiseau, est de 11,7 °C et le cumul annuel moyen de précipitations est de 1 182,8 mm. 
La température maximale relevée sur cette station est de 41,5 °C, atteinte le 13 août 2003 ; la température minimale est de −25 °C, atteinte le 2 janvier 1971,,. 
Les paramètres climatiques de la commune ont été estimés pour le milieu du siècle (2041-2070) selon différents scénarios d'émission de gaz à effet de serre à partir des nouvelles projections climatiques de référence DRIAS-2020. Ils sont consultables sur un site dédié publié par Météo-France en novembre 2022.

## Urbanisme

### Typologie
Au 1er janvier 2024, Saint-Cyr-Montmalin est catégorisée commune rurale à habitat dispersé, selon la nouvelle grille communale de densité à sept niveaux définie par l'Insee en 2022.
Elle est située hors unité urbaine. Par ailleurs la commune fait partie de l'aire d'attraction d'Arbois, dont elle est une commune de la couronne,. Cette aire, qui regroupe 16 communes, est catégorisée dans les aires de moins de 50 000 habitants,.

### Occupation des sols
L'occupation des sols de la commune, telle qu'elle ressort de la base de données européenne d’occupation biophysique des sols Corine Land Cover (CLC), est marquée par l'importance des territoires agricoles (49,7 % en 2018), en diminution par rapport à 1990 (53,9 %). La répartition détaillée en 2018 est la suivante : 
forêts (46,1 %), zones agricoles hétérogènes (32,4 %), terres arables (11,9 %), prairies (5,3 %), zones urbanisées (4,3 %). L'évolution de l’occupation des sols de la commune et de ses infrastructures peut être observée sur les différentes représentations cartographiques du territoire : la carte de Cassini (XVIIIe siècle), la carte d'état-major (1820-1866) et les cartes ou photos aériennes de l'IGN pour la période actuelle (1950 à aujourd'hui).

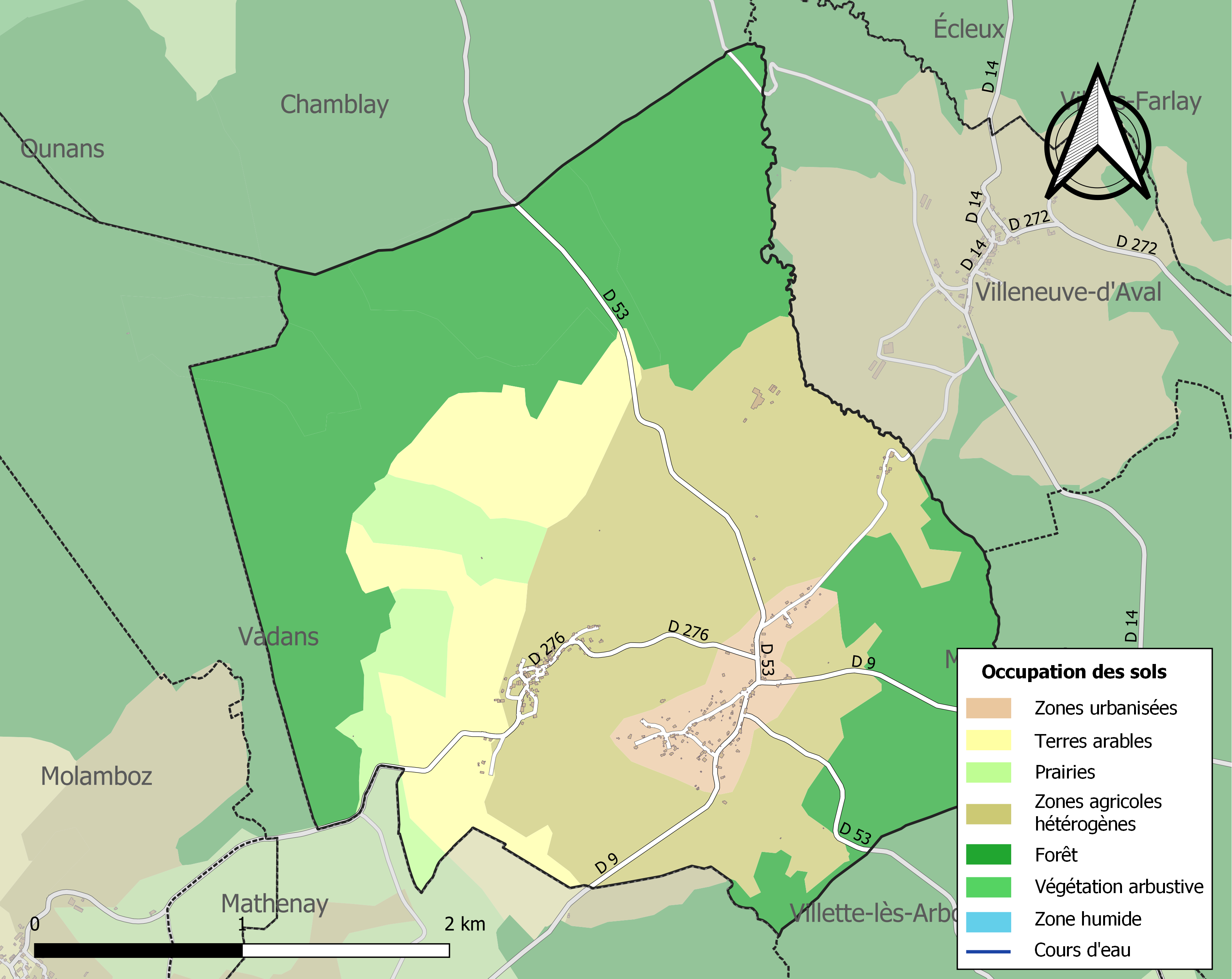
Carte des infrastructures et de l'occupation des sols de la commune en 2018 (CLC).

## Histoire

### Toponymie
Le nom de la commune provient pour partie de saint Cyr, honoré dans l'église paroissiale qui porte son nom.

## Politique et administration
| Période   | Période  | Identité        | Étiquette | Qualité                     |
| --------- | -------- | --------------- | --------- | --------------------------- |
| mars 2001 | 2014     | Raoul Tronchet  |           |                             |
| mars 2014 | 2020     | Françoise Weber | DVG       | Retraitée de l'enseignement |
| 2020      | En cours | Guy Tronchet    |           |                             |

## Démographie
L'évolution du nombre d'habitants est connue à travers les recensements de la population effectués dans la commune depuis 1793. Pour les communes de moins de 10 000 habitants, une enquête de recensement portant sur toute la population est réalisée tous les cinq ans, les populations de référence des années intermédiaires étant quant à elles estimées par interpolation ou extrapolation. Pour la commune, le premier recensement exhaustif entrant dans le cadre du nouveau dispositif a été réalisé en 2006.

En 2022, la commune comptait 246 habitants, en évolution de +7,89 % par rapport à 2016 (Jura : −0,81 %, France hors Mayotte : +2,11 %).
| 1793 | 1800 | 1806 | 1821 | 1831 | 1836 | 1841 | 1846 | 1851 |
| ---- | ---- | ---- | ---- | ---- | ---- | ---- | ---- | ---- |
| 271  | 269  | 317  | 351  | 337  | 388  | 371  | 351  | 331  |

| 1856 | 1861 | 1866 | 1872 | 1876 | 1881 | 1886 | 1891 | 1896 |
| ---- | ---- | ---- | ---- | ---- | ---- | ---- | ---- | ---- |
| 282  | 292  | 285  | 244  | 261  | 224  | 233  | 242  | 193  |

| 1901 | 1906 | 1911 | 1921 | 1926 | 1931 | 1936 | 1946 | 1954 |
| ---- | ---- | ---- | ---- | ---- | ---- | ---- | ---- | ---- |
| 184  | 164  | 159  | 149  | 131  | 119  | 113  | 111  | 107  |

| 1962 | 1968 | 1975 | 1982 | 1990 | 1999 | 2006 | 2011 | 2016 |
| ---- | ---- | ---- | ---- | ---- | ---- | ---- | ---- | ---- |
| 88   | 84   | 138  | 144  | 144  | 172  | 175  | 223  | 228  |

| 2021 | 2022 | - | - | - | - | - | - | - |
| ---- | ---- | - | - | - | - | - | - | - |
| 244  | 246  | - | - | - | - | - | - | - |

## Lieux et monuments
- L'église de Saint Cyr construite au XVIIIe siècle sur une petite colline ronde au lieu-dit «Le Désert» qui offre une vue sur le village de Saint Cyr et toute la plaine du Val de Cuisance, le viaduc de Montigny-lès-Arsures jusqu'à la reculée des Planches au pied du premier plateau. L'accès se fait par une petite rue appelée la rue du Désert où se trouve un chemin de croix ombragé par de vieux tilleuls avec sur la gauche un calvaire et face à celui-ci, sur son promontoire, une Vierge. L'église a été restaurée intérieurement et extérieurement.
- La fontaine-lavoir de Saint-Cyr.
- Le petit village de Montmalin (commune de Saint-Cyr-Montmalin) avec son église et sa fontaine-lavoir.

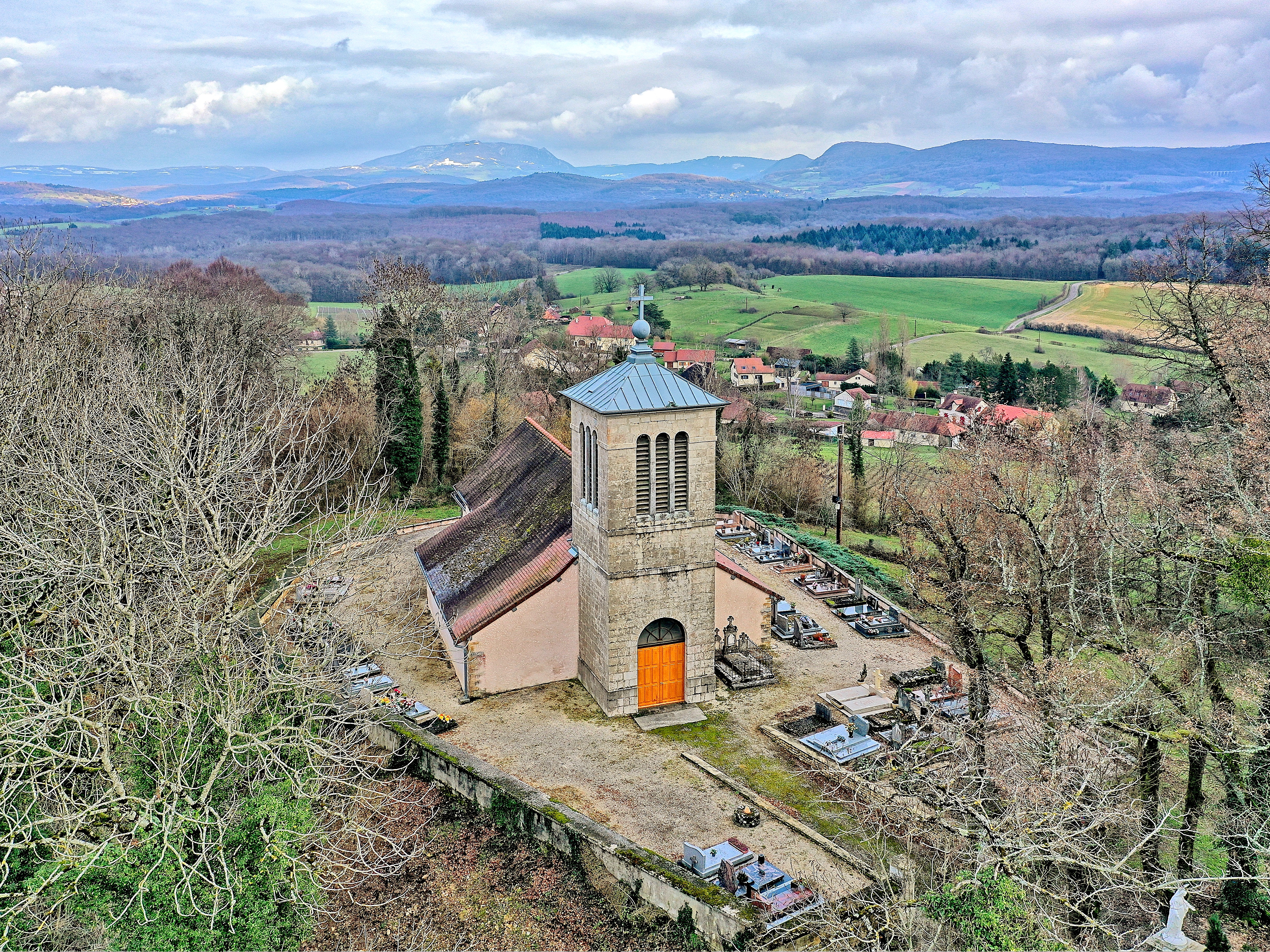
L'église de Saint-Cyr.
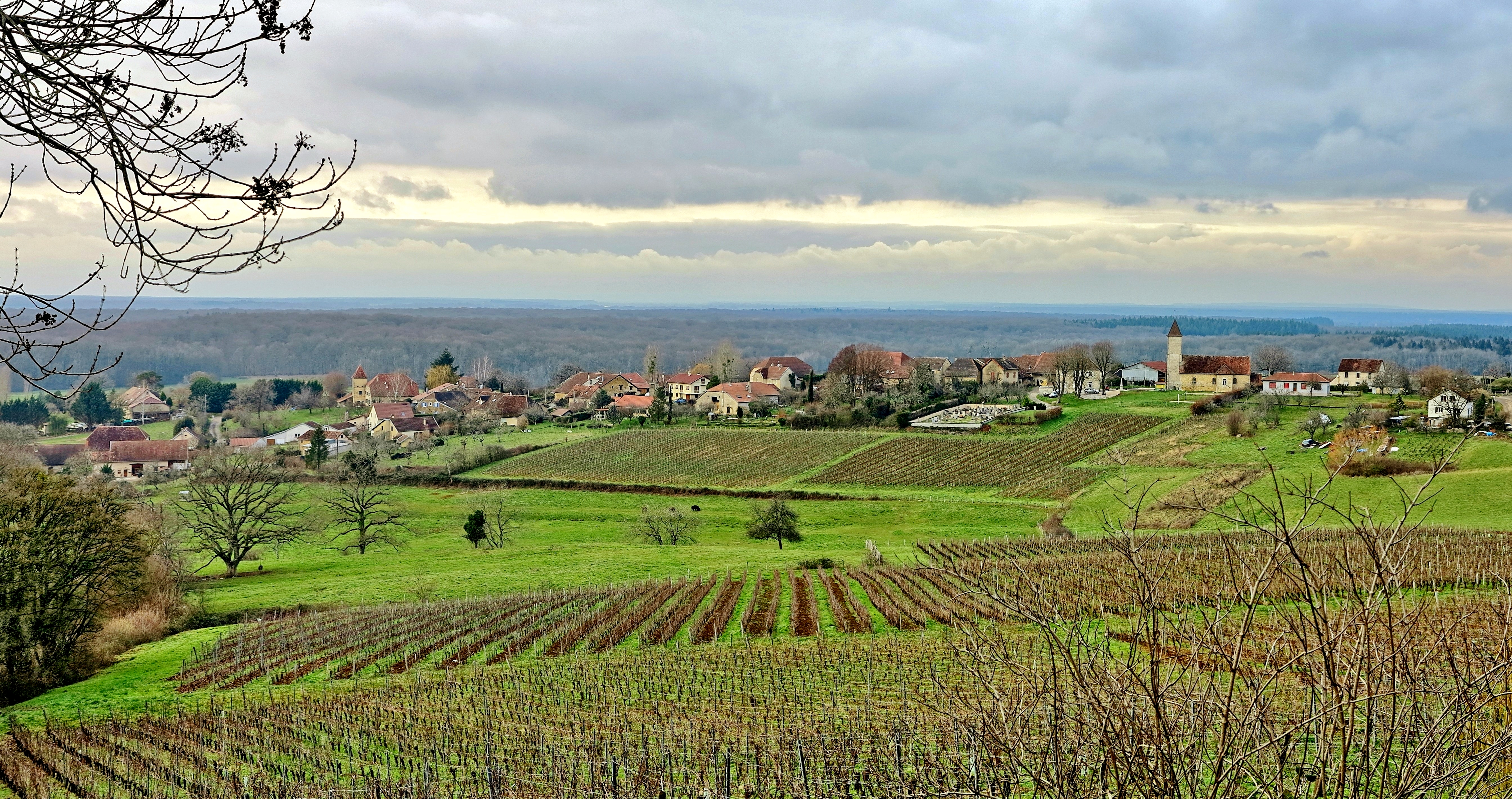
Le hameau de Montmalin vu depuis «le Désert».
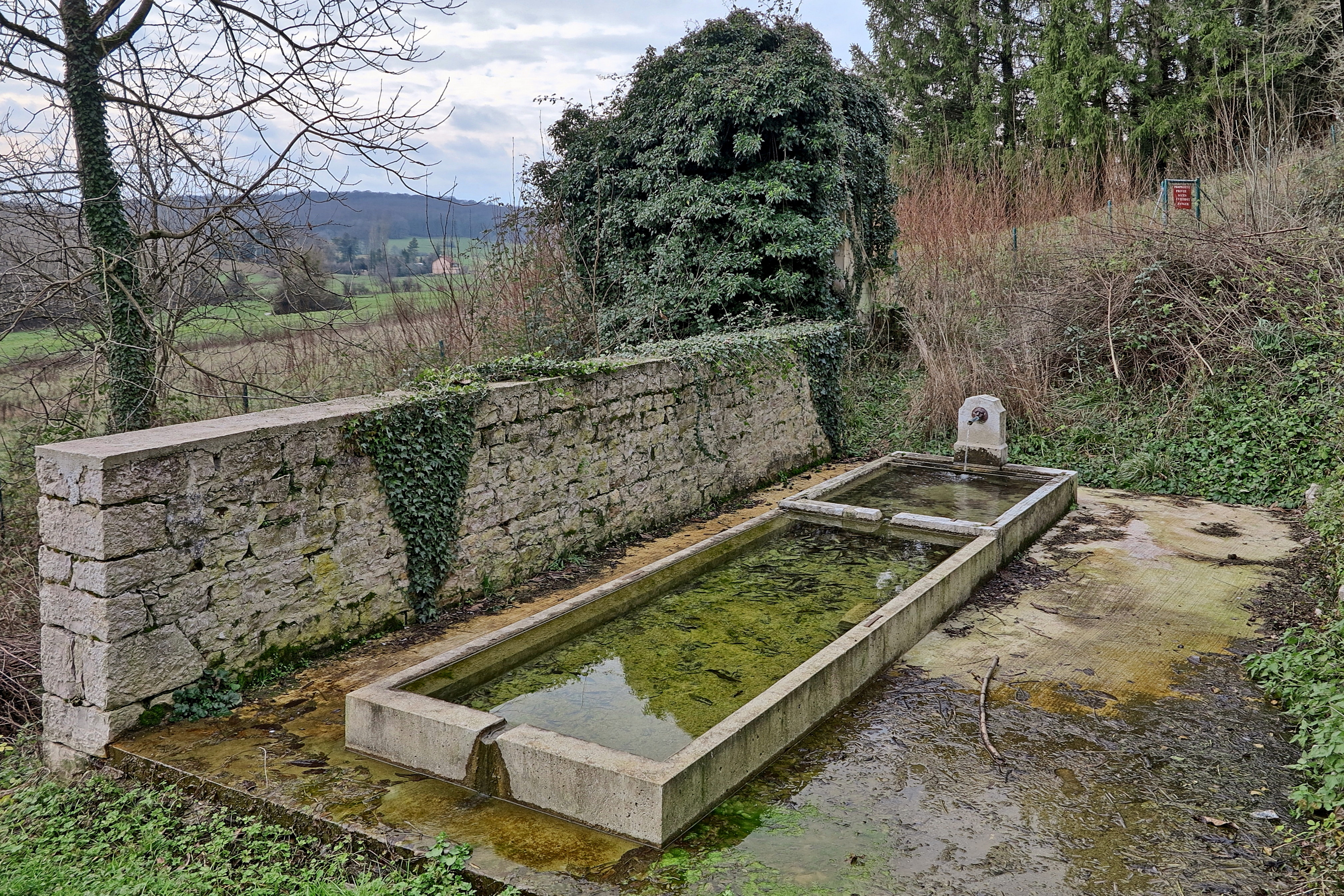
La fontaine-lavoir de Saint-Cyr.
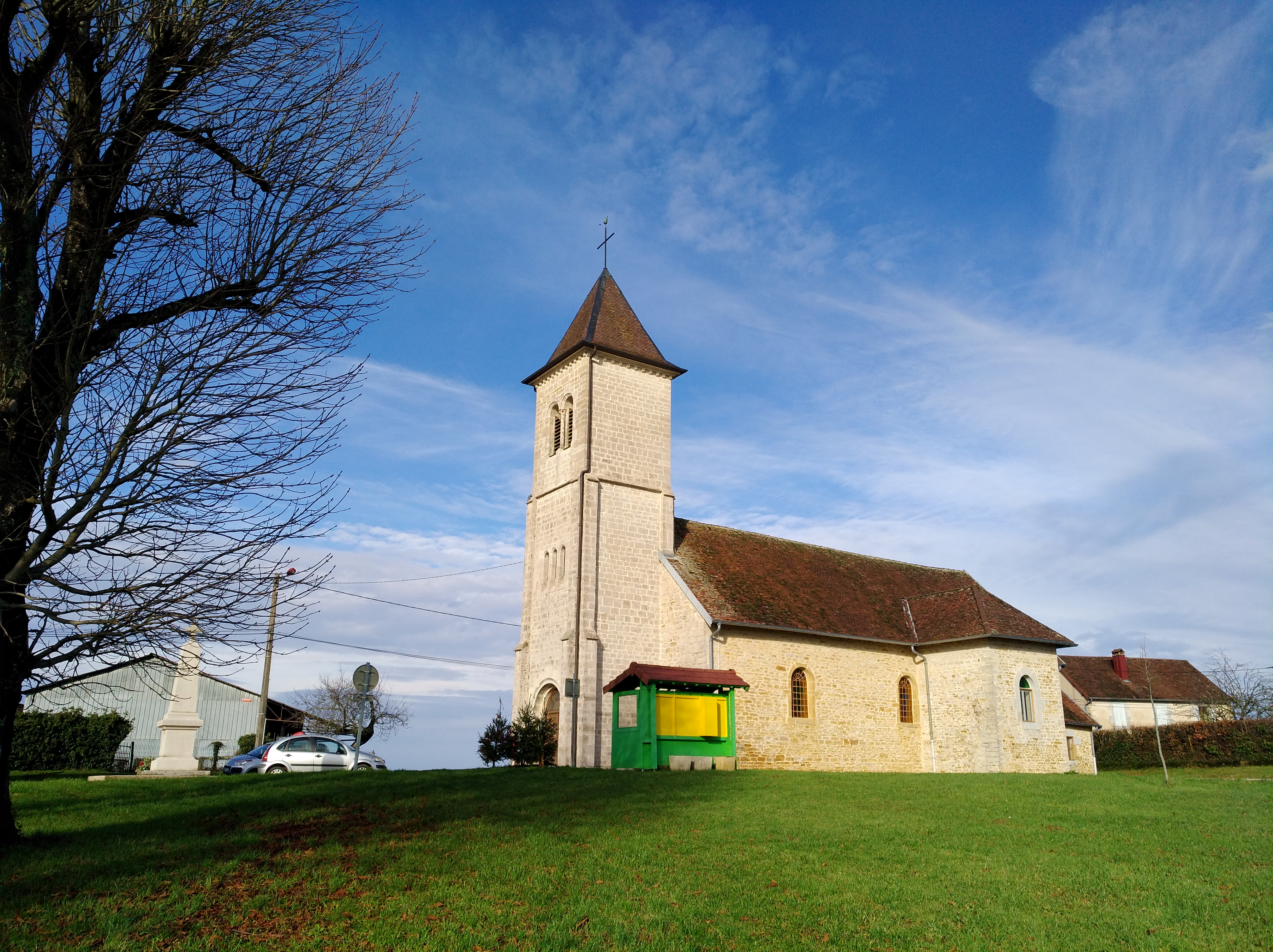
L'église de Montmalin.
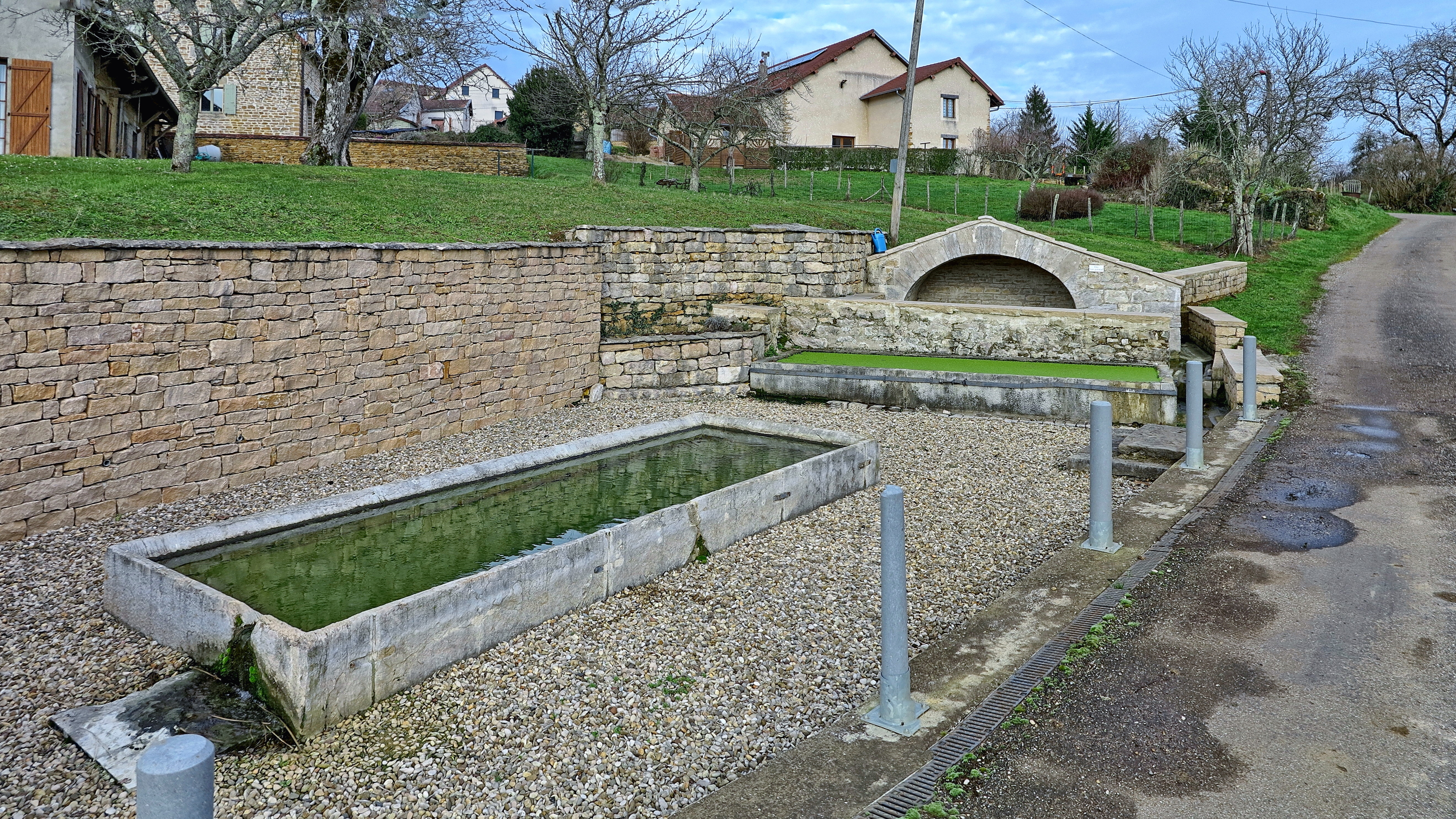
La fontaine-lavoir de Montmalin.